# Fusillade du 20 décembre 2019 au Honduras
La fusillade du 20 décembre 2019 au Honduras est une fusillade, survenue dans la nuit du 20 au 21 décembre 2019, dans la prison de Tela au Honduras.

## Déroulement
Dans la nuit du 20 au 21 décembre 2019, une fusillade éclate dans la prison de Tela. Le président hondurien Juan Orlando Hernández ordonne, le 17 décembre, à la police et à l'armée de prendre le contrôle des 27 prisons du pays afin d'enrayer la vague d'assassinats dans les prisons. Les militaires n'avaient cependant pas encore pris le contrôle de cette prison lorsque la fusillade a éclaté.

## Bilan
Au moins 18 prisonniers ont été tués et 16 blessés.